# إسبيكا
إسبيكا (بالإيطالية: Ispica)‏ هي مدينة وبلدية في جنوب صقلية في إيطاليا. تبعد 30 كم عن راغوزا و50 كم من سيراكيوز و90 كم من لا فاليتا على ساحل مالطا. أول ما ذكرت المدينة في وثيقة إسبيكا في 1093 في قائمة من الكنائس والدوائر الكنسية لأغراض إدارية، لكنها مستوطنة منذ العصر البرونزي.

## السكان
في سنة 1861 بلغ عدد السكان 7٬539 نسمة، وتطور العدد ليصل في سنة 2011 لـ 15٬122 نسمة.
يظهر هذا المخطط البياني تطور النمو السكاني لـ إسبيكا

## توأمة
لإسبيكا اتفاقيات توأمة مع:
- سلاتينا